# Happenberg-Krausenberg-Dunetal
Koordinaten: 51° 43′ 29″ N, 8° 54′ 31″ O

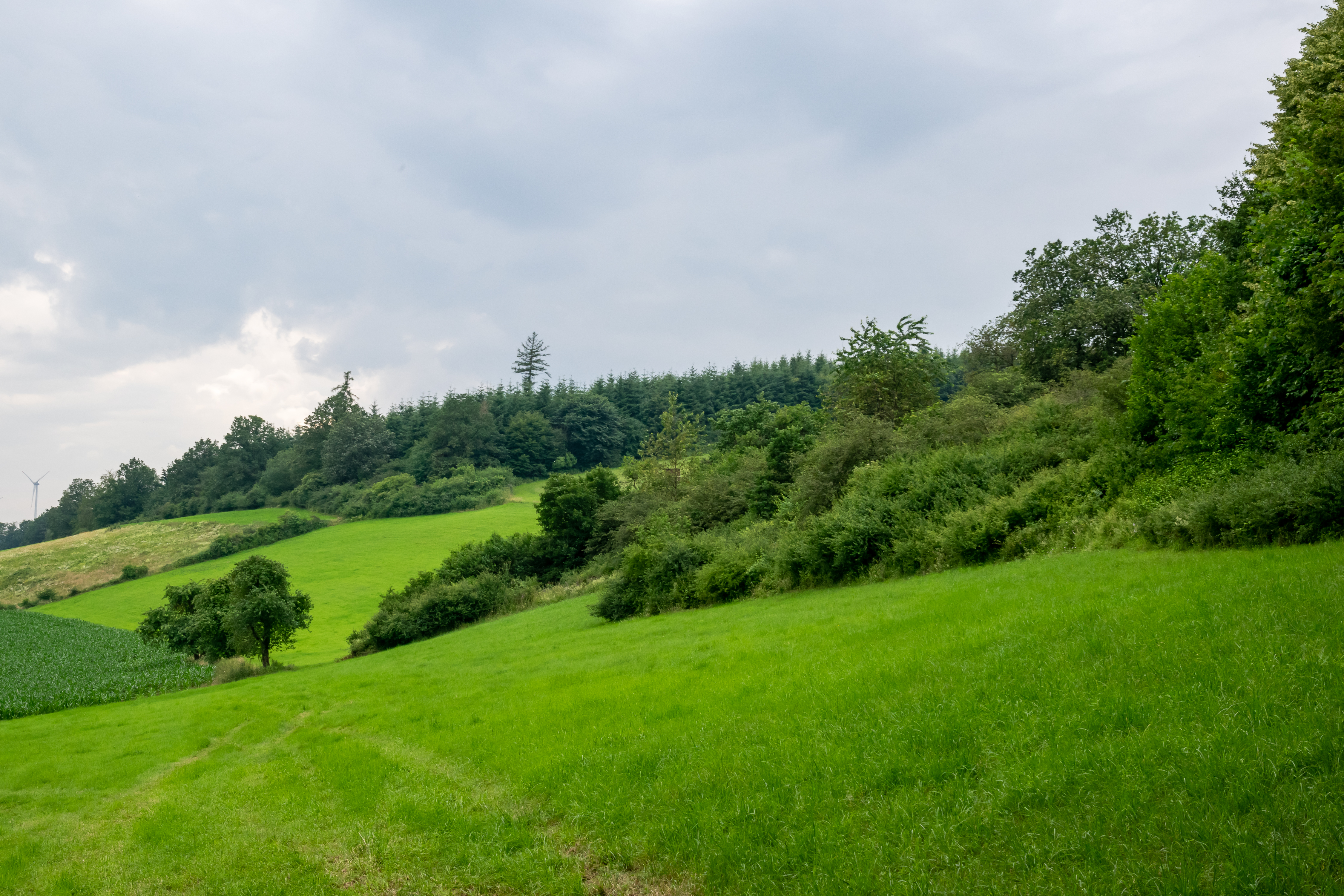
Naturschutzgebiet Happenberg-Krausenberg-Dunetal (Juli 2021)

Das Naturschutzgebiet Happenberg-Krausenberg-Dunetal liegt auf dem Gebiet der Gemeinde Altenbeken im Kreis Paderborn in Nordrhein-Westfalen.
Das aus drei Teilflächen bestehende Gebiet erstreckt sich südwestlich des Kernortes Altenbeken und westlich von Schwaney, einem Ortsteil von Altenbeken, zu beiden Seiten der B 64. Südöstlich des Gebietes fließt der Ellerbach und verläuft die Kreisstraße K 38.

## Bedeutung
Das etwa 76,4 ha große Gebiet wurde im Jahr 2021 unter der Schlüsselnummer PB-082 unter Naturschutz gestellt.